# Лукьяновка (Рогачёвский район)
Лукьяновка (бел. Лук'янаўка) (до 1934 года Лукьянов Рог) — посёлок в Дворецком сельсовете Рогачёвского района Гомельской области Беларуси.

## География

### Расположение
В 17 км на запад от районного центра и железнодорожной станции Рогачёв (на линии Могилёв — Жлобин), 138 км от Гомеля.

## Транспортная сеть
Транспортные связи по просёлочной, затем автомобильной дороге Бобруйск — Гомель. Деревянные крестьянские усадьбы стоящие у просёлочной дороги.

## История
Основан в начале 1920-х годов переселенцами из соседних деревень на бывших помещичьих землях. В 1932 году жители вступили в колхоз. Во время Великой Отечественной войны каратели в 1944 году сожгли 13 дворов. 9 жителей погибли на фронте. Согласно переписи 1959 года в составе колхоза «Ленинская жизнь» (центр — деревня Кошара).

## Население

### Численность
- 2004 год — 5 хозяйств, 5 жителей.

### Динамика
- 1940 год — 19 дворов, 145 жителей.
- 1959 год — 74 жителя (согласно переписи).
- 2004 год — 5 хозяйств, 5 жителей.